# Brussels Entreprises Commerce and Industry
 (avril 2015).
Si vous disposez d'ouvrages ou d'articles de référence ou si vous connaissez des sites web de qualité traitant du thème abordé ici, merci de compléter l'article en donnant les références utiles à sa vérifiabilité et en les liant à la section « Notes et références ».
 (juin 2023).
Brussels Entreprises Commerce and Industry (BECI) est l'alliance entre la Chambre de Commerce et l'Union des Entreprises de Bruxelles. Cette identité commune a été adoptée en mai 2007, au travers d'une « Convention de Collaboration » signée le 11 septembre 2006 afin de consolider leurs compétences.
BECI représente et défend, moyennant cotisation, les intérêts de plus de 35 000 entreprises. Elle est active depuis plus de 300 ans dans le conseil aux entreprises[réf. nécessaire], toutes tailles et tous secteurs confondus.

## Représentation
BECI a pour mission essentielle d’œuvrer pour le bien de ses membres et, plus largement, pour le développement des entreprises de la zone métropolitaine.

## Conseils et services aux entreprises
BECI est un guichet d’entreprises, c’est-à-dire un lieu où traiter l’ensemble des démarches administratives obligatoires liées à une entreprise : assujettissement auprès de la TVA, carte professionnelle, inscription à l’AFSCA, etc.

## Formations
BECI organise de nombreux séminaires (sociaux, fiscaux) et formations intra et inter-entreprises (en RH, management, stratégie, organisation, gestion/finances, vente…).

## Aide au commerce international
Pour une entreprise, être présente à l’international représente une charge de travail considérable. Entre les  formalités administratives, les activités de prospection et la préparation minutieuse des contrats qui vont y être signés avec des partenaires ou avec des clients, les entreprises ont fort à faire.
BECI veut faciliter l’international à ses membres et participe à Enterprise Europe Network, un véritable réseau dont la mission consiste à rapprocher l’Europe de la PME bruxelloise et de lui faire sentir que l’Europe peut avoir une série d’avantages concrets pour les petites structures. E.E.N. a également pour objectif de faciliter les relations d’affaires entre les entreprises dans l’Union européenne.
BECI fait aussi régulièrement remonter vers la Commission les attentes et les besoins de ses PME par rapport à l’application de réglementations européennes.

## Networking
BECI organise de nombreux évènements ayant pour but de tisser des liens fructueux pour le développement des affaires : After Works, Garden Party, Golf Trophy, Starters Night, etc.

## Médiation et arbitrage
BECI encourage les chefs d'entreprises a optimiser la gestion de leurs litiges en utilisant des méthodes alternatives aux cours et tribunaux: la médiation et l'arbitrage. bMediation, créé en 1998 sous le nom de BBMC, est le fruit d’une initiative de la Chambre de Commerce et d’Industrie de Bruxelles et des deux ordres des Avocats de Bruxelles et est devenu le leader en Belgique pour la médiation en matière civile et commerciale.

## Autres projets
BECI participe à la gestion du Brussels Waste Network, le réseau de conseillers déchets pour les entreprises de la Région de Bruxelles-Capitale, en collaboration avec Bruxelles-Environnement et le Cabinet de la Ministre de l’Environnement de la Région de Bruxelles-Capitale.
BECI organise également les Brussels Job Days, qui sont plus qu’un salon de l’emploi : les entreprises ne sont admises que si elles ont des offres d’emploi à pourvoir immédiatement ou à court terme. Les visiteurs des Job Days passent donc leur première interview directement sur place.